# Serra (Chiusi della Verna)
Serra è una frazione del comune italiano di Chiusi della Verna nella provincia di Arezzo, in Toscana.

## Geografia fisica
Posizione e territorio
Serra è una frazione del comune di Chiusi della Verna, situato in provincia di Arezzo, nella regione Toscana. La località si trova a un’altitudine di circa 782 metri sul livello del mare e sorge su un crinale dell’Alpe di Serra, in prossimità del confine con il Parco Nazionale delle Foreste Casentinesi. Il territorio circostante è caratterizzato da rilievi montuosi, con un paesaggio definito da valli, aree boschive e campi.
Rilievi principali
Il paesaggio montano di Serra è dominato da numerosi rilievi. A nord si eleva l’Alpe di Serra (1.304 m), che rappresenta uno storico collegamento attraverso il Passo Serra, e il Monte Falterona (1.654 m), da cui ha origine il fiume Arno.                                                         Tra gli altri rilievi di rilievo figurano, a sud, il Monte Penna, con affioramenti di pietre macigno; a est, il Montalto (1.303 m), e a sud-est il Monte Fatucchio (904 m), noto per la presenza di calanchi.
Idrografia

vista di Serra

L’idrografia dell’area è costituita da una fitta rete di corsi d’acqua minori. Tra questi, si segnalano il fosso Serra, situato a nord-ovest, e il fosso della Fontaccia, a sud.
Clima
Il clima di Serra è tipicamente montano, fortemente influenzato sia dall’altitudine che dalla vicinanza ai rilievi appenninici. Gli inverni sono rigidi, con frequenti nevicate nel periodo compreso tra dicembre e marzo, e temperature minime che spesso scendono sotto lo zero. Le estati risultano fresche, con temperature massime che raramente superano i 26-28 °C e con marcate escursioni termiche tra il giorno e la notte.
Vegetazione
La vegetazione della zona è composta prevalentemente da boschi misti di faggio e abete bianco nelle fasce altimetriche superiori, residui delle foreste primarie dell’Appennino attualmente tutelate all’interno del Parco Nazionale delle Foreste Casentinesi. A quote più basse si trovano ampi castagneti e aree ricoperte da rovi, un tempo di rilevante importanza per l’economia locale. Nelle immediate vicinanze del borgo si estendono terreni coltivati, attraversati da una rete di mulattiere che collegano Serra ai centri limitrofi, tra cui Chiusi della Verna, Badia Prataglia, Corezzo, Frassineta, Val della Meta, Rimbocchi e Biforco.
Fauna
La fauna di Serra, favorita dalla vicinanza con il Parco Nazionale delle Foreste Casentinesi, è particolarmente ricca e diversificata. Tra i mammiferi si possono osservare il cinghiale, il capriolo, il cervo, la volpe, la lepre e, più raramente, il lupo appenninico. La fauna ornitica comprende specie come la tottavilla, il calandro, la civetta, il picchio, la gazza, il gufo e il falco pellegrino. Tra i rettili si notano la vipera, il saettone e la biscia, mentre tra gli anfibi si trovano il rospo comune e l’ululone appenninico. I corsi d’acqua ospitano pesci come la trota fario, il vairone, il barbo, l’anguilla e il gambero di fiume. Infine ci sono diverse specie di invertebrati, tra cui farfalle, falene, mantidi religiose, numerosi xilofagi e coleotteri come il cervo volante.

## Storia

### Origine del nome
Il toponimo “Serra” sembra derivare dal verbo serrare, cioè “chiudere”, “bloccare il passaggio”. La sua posizione geografica ne evidenzia il ruolo di controllo e presidio del valico montano, obbligato per chi intendeva attraversare l’Alpe di Serra. Da questa funzione deriverebbe il nome stesso del paese, sorto per “serrare” il passo.

### Origini e Alto medioevo
Il paese di Serra trae origine da un castello medievale risalente al XII secolo, noto solo da menzioni documentarie, ma non da eventi o cronache che ne illustrino la storia in dettaglio.  Il castello e la corte di Serra sono citati esplicitamente in un atto datato 24 marzo 1114, quando Guelfo, figlio del fu Raineri dei Berardi di Banzena, nobile famiglia longobarda, donò tutti i suoi beni al priore Guido dell’eremo camaldolese di Camaldoli, con queste parole:
«offero tibi Deo et sancto Salvatori super sanctum tuum altarem in Camaldolensi eremo»,                                                                  in parole odierne: “Offro a te, o Dio, e al santo Salvatore sopra il tuo santo altare nell’eremo camaldolese”.
Tra i beni donati figuravano castelli, torri, chiese, case, terre, vigne, mulini, pascoli, sorgenti e boschi, tra cui “Curte de Bantiina et castello et curte de Serra et castello et curte de Gello”: La corte di Banzena , il castello e la corte di Serra, il castello e la corte di Gello.
Il castello di Serra, probabilmente situato su un piano roccioso a nord dell’attuale abitato, in posizione dominante sulla strada, è oggi completamente distrutto. Sul sito originario rimane solo una collinetta, apparentemente priva di tracce murarie visibili. Già in epoca passata, il castello era descritto come distrutto e ridotto a piccolo casale con alpestri abituri.

### L’origine Longobarda
In un documento del 1243, è attestata un’origine longobarda, dove si legge quod fuit de Lambardis de Serra, che conferma l’esistenza in zona di una fara arimannica insediata probabilmente per la difesa del valico. Questo aspetto ribadisce l’importanza strategica del luogo, che già in epoca classica probabilmente costituiva il passo principale per raggiungere Sarsina e l’Umbria.
Il Passo di Serra fu il valico principale per la Romagna durante tutto l’alto medioevo, ed era percorso da una delle principali direttrici appenniniche: la strada dell’Alpe di Serra, che collegava la Valle del Bidente alla Val di Chiana e faceva parte della Strada Francigena, definita la via melior per Roma.

### Basso medioevo
All’inizio del XIV secolo, il castello fu conquistato da Guido Tarlati, vescovo di Arezzo, che lo lasciò poi in eredità al fratello e ai suoi nipoti. Tuttavia, nel febbraio 1360, gli abitanti del paese si ribellarono al dominio dei Tarlati e si consegnarono volontariamente alla Repubblica di Firenze. In cambio della protezione fiorentina, si obbligarono a offrire ogni anno, nel giorno della festa di San Giovanni Battista, un palio del valore di cinque fiorini d’oro alla città di Firenze.
In seguito, con delibera della Signoria del 17 febbraio 1483, fu stabilito che per quindici anni il Comune di Corezzo e la Villa di Serra sarebbero stati riforniti annualmente di 18 staia di sale, al prezzo calmierato di 3 lire per staio.

### L’Hospitale
Si ipotizza che nella località di Serra di Sotto esistesse uno spedale per viandanti, chiamato forse spedale di Granciuolo, oggi non più localizzabile con precisione. Nel decimario del 1431 è citato tra gli enti legati alla pieve di Monte Fatucchio. La struttura, secondo alcuni studiosi, potrebbe aver preso nome dal suo gestore. La sua presenza in quella zona è avvalorata dal ritrovamento, in un rudere di Serra di Sotto, di un passavivande in pietra recante la data 1588 (A.D. MDLXXXVIII), chiara testimonianza dell’attività di ospitalità in loco, forse come locanda o rifugio.

### XX secolo
Tra il 1950 e 1970, gli ultimi abitanti, circa cento persone, suddivise in una ventina di famiglie, abbandonarono definitivamente il borgo. Il paese fu sommerso da rovi, sambuchi e vitarbe.
L’abbandono proseguì per decenni, successivamente vennero restaurate tutte le case e la chiesa di San Giovanni Decollato fu anch’essa pesantemente restaurata, gli abitanti per lo più originari di Serra ritornarono ad abitare il paese, qualcuno anche in inverno ma la maggiorparte solamente in estate.

dettaglio del rosone della chiesa San Giovanni Decollato

Nel maggio 1954 a seguito della Legge della Montagna, arrivò in paese l'acqua corrente.

## Monumenti e luoghi d’interesse

### Chiesa di San Giovanni Decollato
La chiesa di San Giovanni Decollato si situa nel paese di Serra, in particolare Serra di Sopra, lungo la storica via Romea, percorsa nel Medioevo da migliaia di pellegrini detti “poveri di Cristo” diretti a Roma. In origine, la chiesa era dedicata ai santi Jacopo e Cristoforo, protettori dei viandanti, e compare per la prima volta nel Regesto Camaldolese (doc. 2273) datato 1243, che tradotto la latino all’italiano c’è scritto:  
 “Anno MCCXLIII(1243), prima indizione, sotto l’imperatore Federico dei Romani, il quarto giorno del mese di maggio… nella chiesa di Offignano, nella chiesa di Serra e nella chiesa di Monte Silvestro; inoltre, metà della casa con podere di Vitale di Monte Silvestro, in comproprietà; inoltre, metà della casa e del terreno appartenente a un certo Martinelli di Canvecchio, in comproprietà; inoltre, metà della casa e del terreno dei fratelli Piccholi; inoltre, metà della casa e del terreno…” 
Successivamente, è ricordata nelle Rationes Decimarum Italiae degli anni 1302-1303 col solo titolo di San Cristoforo, come chiesa suffraganea della pieve di Santa Maria a Partina. Nella visita pastorale del 14 ottobre 1557, effettuata dal vescovo di Arezzo Bernardetto Minerbetti, è menzionata come Ecclesia simplex et sine cura Sancti Jacobi de Serris,  “Chiesa semplice e senza cura d’anime di San Jacopo di Serra”, unita alla pieve di Sant’Andrea a Corezzo. 
Anche il 28 agosto 1567 viene registrata ancora unita a quest’ultima, con il titolo completo di Ecclesia Sanctorum Iacobi et Cristofari de Serra, allora retta da Iacobus de Natis de Bibiena, “Chiesa dei Santi Jacopo e Cristoforo di Serra, all’epoca retta da Jacopo de’ Nati da Bibbiena.”
Dopo tale data, la chiesa scompare temporaneamente dalle fonti, probabilmente a causa del calo del passaggio dei pellegrini, che nel Trecento era particolarmente intenso. A conferma dell’afflusso di viandanti in quel periodo, si può ricordare un celebre passo della Divina Commedia, in cui Dante scrive che, durante il Giubileo del 1300, a Roma si dovette istituire il senso alternato sui ponti per gestire la moltitudine di pellegrini:
 “come i Roman per l’essercito molto,             l’anno del giubileo, su per lo ponte hanno a passar la gente modo colto…  (Inferno, XVIII, vv. 31-33).”
La chiesa riappare nelle fonti con la nuova dedicazione a San Giovanni Decollato il 19 settembre 1613, in occasione della visita pastorale del vescovo di Arezzo Antonio Ricci, dove è citata come Ecclesia Sancti Joannis Decollati de Serra, “Chiesa di San Giovanni Decollato di Serra”. In tale visita si documenta che l’edificio era crollato (quia erat collapsat) e che era stato da poco ricostruito. I costi furono sostenuti per un terzo dal pievano di Corezzo, Giulio Corazzesi, e per i restanti due terzi dal popolo di Serra. Nella stessa occasione la chiesa fu riconsacrata e il vescovo esortò pievano e fedeli a provvedere all’arredo entro sei mesi. A tale impegno si obbligarono i presenti: Lazzaro, Francesco, Gosto di Francesco, Giovanni di Bartolomeo, Nanni e Presente di Detto (in latino Detti).
L’edificio sacro, costruito in muratura portante, si presenta oggi come un’aula ad un’unica navata con facciata a capanna in pietra a vista. Nella seconda metà del XX secolo fu oggetto di un significativo intervento di restauro e ristrutturazione, che interessò i paramenti murari perimetrali e le coperture, all’epoca quasi completamente crollate.
Nel 2021 è stato aggiunto una tettoia sopra la porta d’ingresso, mentre nel 2023 è stato installato una parapetto in legno.

facciata della chiesa di San Giovanni Decollato

### L’antico forno a legna
Ancora oggi il paese di Serra conserva lungo la sua via principale l’antico forno a legna del paese dove gli abitanti ci cuocevano il pane, è stato usato molto fino a prima dello spopolamento negli anni cinquanta circa, ad oggi viene utilizzato occasionalmente.

l’antico forno a legna

## Cultura
La cultura di Serra è la stessa di tutti i paesi della Vallesanta:

### Feste
- La festa del Cantamaggio, nota anche come calendimaggio, si svolgeva l’ultima notte di aprile. In tale occasione, dalla sera fino a notte fonda, era consuetudine recarsi sotto le finestre delle ragazze per intonare il tipico canto tradizionale.
- Durante il periodo dell’Ascensione, dal lunedì al giovedì, si svolgevano le rogazioni, preghiere e processioni con cui si invocava la protezione divina sui campi e sul raccolto. Al termine di questo periodo, era uso piantare nei campi una croce di legno, con l’intento di proteggere i raccolti.
- Altre festività celebrate a Serra comprendevano il 17 gennaio, giorno dedicato a Sant’Antonio Abate; il 19 marzo, festa di San Giuseppe; e il 29 giugno, ricorrenza dei Santi Pietro e Paolo.

### Usanze e tradizioni
Tra le principali usanze e tradizioni locali si ricordano:
- Il malocchio: a questa credenza popolare venivano attribuiti forti dolori alla testa, ritenuti causati da uno sguardo malevolo o da influssi negativi.
- Le veglie invernali: durante le fredde serate invernali, era consuetudine riunirsi attorno al camino, condividendo momenti di socialità e racconti durante la veglia.
- La mietitura del grano: rappresentava un’importante attività collettiva. Svolta nelle aie durante i mesi estivi, coinvolgeva l’intera comunità e assumeva un forte valore sociale ed economico.

### Leggende
Tra le leggende si distinguono in particolare quella del:
- Coroglio del Diavolo, in cui si narra che chiunque si trovi a passare per questo luogo avrebbe l’illusione di trovarsi vicinissimo al Monte della Verna. La leggenda ha come protagonista il diavolo, che, nel tentativo disperato di raggiungere il “Sacro Monte” per tentare San Francesco, voleva costruire un ponte che evitasse l’attraversamento della Vallesanta. Tuttavia, non riuscì nel suo intento poiché improvvisamente sopraggiunse l’alba. Alcune varianti della leggenda raccontano che ad impedire il completamento dell’opera fu l’intervento della Madonna dei Sette Dolori, venerata nella cappellina di Frassineta, la quale fece durare la notte solo poche ore, costringendo il diavolo alla fuga alla luce del giorno.

Un’altra figura leggendaria presente è quella del:
- Badalischio, creatura mitologica che incarna una sorta di genius loci e che si dice abiti i fossi e le zone umide. Secondo il racconto, il mostro sarebbe nato nella Gorga Nera ed è descritto come un grosso serpente dotato di piccole zampe e alcuni “baffetti”, con una corporatura paragonata a quella di “un bambino fasciato”. In alcune versioni della leggenda, si narra che sulla sua testa fosse presente anche un prezioso diadema.
- Artello, è una località dove si dice che si possono vedere i “panni stesi delle fate”

## Società

### Popolazione
Nel censimento Mediceo non viene specificato la popolazione specifica di Serra, ma si stima ci siano stati quasi 200 abitanti, mentre con il censimento Lorenese si nota una moderata perdita di popolazione come è accaduto per il resto della valle, invece con il censimento del 1951 secondo l’Istat a Serra in particolare Serra di sopra erano presenti 111 abitanti, ad oggi la popolazione del paese a causa del forte spopolamento di tutta la valle, varia tra meno di una decina di abitanti in inverno ad una cinquantina in estate.

### Suddivisione del paese
Il paese di Serra in sé non ha delle aree divise al suo interno ma la zona è divisa in Serra di sopra e nella più piccola Serra di sotto.

## Galleria d’immagini

Un giardino di Serra
Chiesa di San Giovanni Decollato soleggiata
Scorcio di un vicolo di Serra
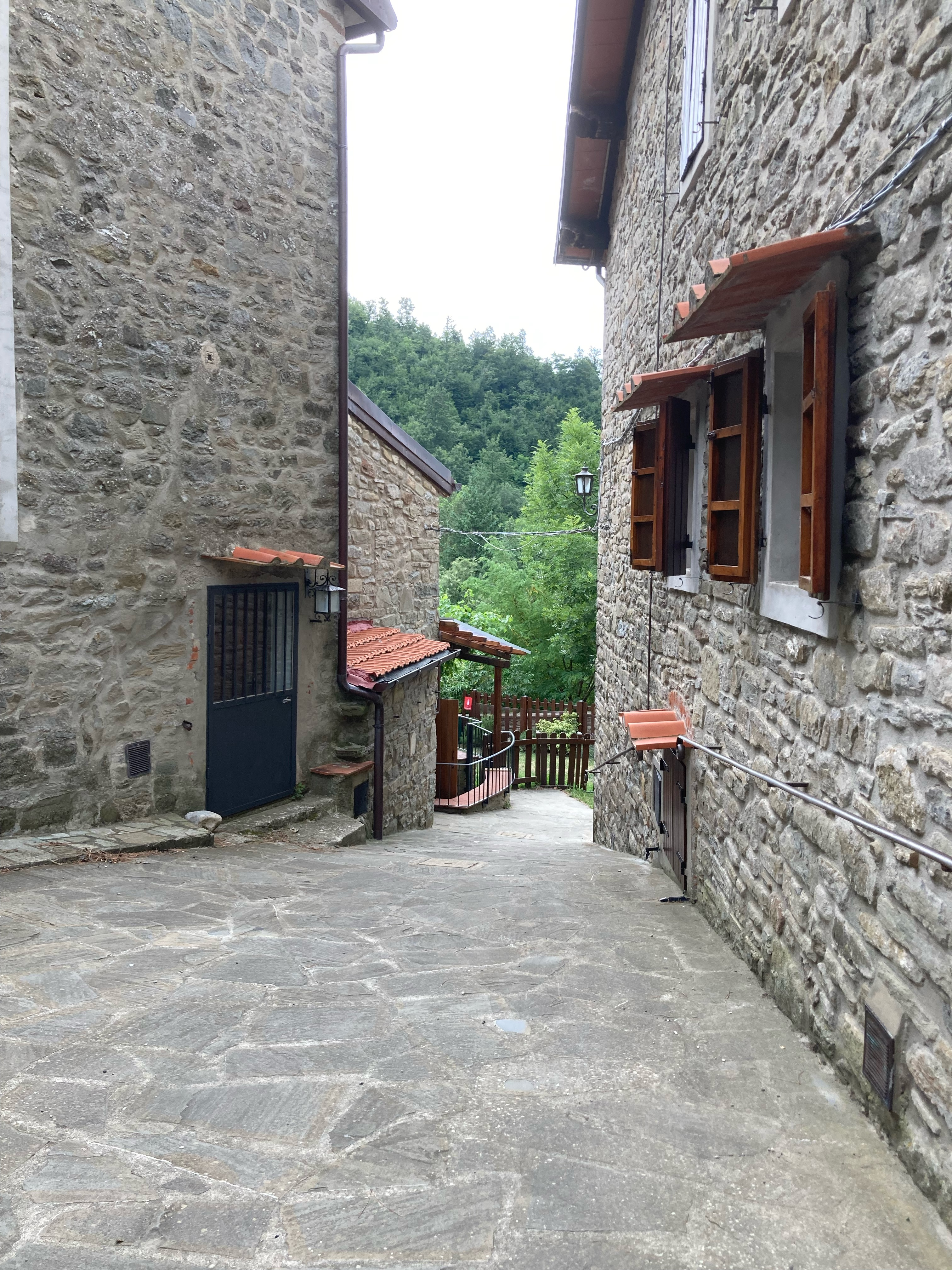
La via principale
Vista di Serra dall’alto
Una strada sterrata del paese
Via principale foto 2
Scorcio di alcune case
Scorcio di un giardino
Scorcio via principale
Case con il sole
La lavanderia
Scorcio case nella via principale foto 2
Un giardino di Serra foto 2
Via d’entrata di Serra(di sopra) vista dall'interno del paese